# ジェームズ・グラハム (第3代モントローズ公爵)
第3代モントローズ公爵ジェームズ・グラハム（英語: James Graham, 3rd Duke of Montrose KG PC、1755年9月8日 – 1836年12月30日）は、イギリスの政治家、スコットランド貴族。1780年から1790年まで庶民院議員を務め、スコットランド政策の有力な論客としての名声を得た後、第1次小ピット内閣で官職に就任した。爵位継承以降は廷臣、高位なスコットランド貴族、あまり重要でない役職の閣僚といった地位で活躍し、主馬頭、郵政長官、宮内長官などを歴任した。1755年から1790年までグラハム侯爵の儀礼称号を使用した。

## 生涯

### 生い立ち
第2代モントローズ公爵ウィリアム・グラハムと妻ルーシー（Lucy、旧姓マナーズ（Manners）、1717年ごろ – 1788年6月18日、第2代ラトランド公爵ジョン・マナーズの娘）の次男（長男は1745年1月20日に生まれ、同日に夭折）として、1755年9月8日に生まれた。1765年から1772年までイートン・カレッジで教育を受け、1773年1月8日にケンブリッジ大学トリニティ・カレッジに進学、1775年にの学位を修得した。その後はグランドツアーに出て、1778年2月に帰国した。このときはちょうどアメリカ独立戦争の最中であり、グラハム侯爵はウィーンで在オーストリアイギリス大使のロバート・マレー・キースに対しチャールズ・ジェームズ・フォックスの雄弁とノース内閣の優柔不断を対比した。
父が老齢によりグラスゴー大学総長を辞任すると、1781年にその後任になり、1836年まで務めた。グラハム侯爵はグラスゴー大学からLL.D.の学位を授与されており、オックスフォード大学からもD.C.L.の学位を受けている。

### 選挙への影響力
1779年に父からスコットランドでの領地管理を任せられると、モントローズ公爵家の選挙への影響力を回復させた。具体的にはダンバートンシャー選挙区とスターリングシャー選挙区で影響力を発揮した。1794年にスコットランドの統監職が設立されると、同年3月17日にスターリングシャー統監に就任、1813年7月10日にはダンバートンシャー統監に就任し、いずれも1836年に死去するまで務めた。
ダンバートンシャー選挙区ではかねてよりアーガイル公爵家が勢力を有しており、1780年の総選挙でフレデリック・キャンベル卿を立候補させた一方、エルフィンストーン家などの反アーガイル派はジョージ・キース・エルフィンストーンを立候補させた。介入を決めたグラハム侯爵は1779年に新しい有権者を30人用意したが、新しい有権者が投票権を得るのは登録から1年と1日後、すなわち1780年9月15日だった。そして、議会が1780年9月1日に解散されると、アーガイル公爵派の選管は投票日を法律上許される最も早い日付である1780年9月14日に定めた。これに対しエルフィンストーン家はフィリバスターの戦術をとり、翌日の午前5時まで口論を続けたが、選管は投票が1日間だけであると決定して、27票対19票でキャンベルの当選を宣告した。新しい有権者の票も含めると42票対29票でエルフィンストーンの当選になるので、エルフィンストーンは選挙申し立てを提出、庶民院は議論の末1781年2月にエルフィンストーンの主張を認めた。1784年イギリス総選挙ではエルフィンストーン家が候補を指名し、その代償として次の総選挙でグラハム侯爵が候補を指名するという妥協がなされ、モントローズ公爵は1790年と1796年の総選挙で自身の支持する候補者を当選させた。
これによりダンダスはスターリングシャーで立候補した息子の落選を防ぐために、ヨークシャーのリッチモンド選挙区でグラハム侯爵を当選させることを約束せざるを得なかった。リッチモンドがダンダスの懐中選挙区だったこともあり、グラハム侯爵は無投票で当選した。その代償としてスターリングシャーでは（与野党という違いがあったにもかかわらず）ダンダス家とグラハム侯爵が協力した。1784年イギリス総選挙では同様に協力したが、1790年イギリス総選挙では第2代準男爵サー・トマス・ダンダスが当選、グラハム侯爵の支持する候補が落選した。1794年以降はモントローズ公爵（1790年に爵位継承）の支持する候補が再び当選するようになった。

### 庶民院議員として
議会では1781年冬までにヘンリー・ダンダスを支持するようになり、ダンダスがアメリカ担当国務大臣ジョージ・ジャーメインの解任に成功して、1782年2月に海軍本部への調査議案で政府支持を約束したときはダンダスに同調した。一方、1781年12月の戦争反対動議では与党に、1782年2月の戦争反対動議では野党に同調した。同年6月17日に服装法（1745年ジャコバイト蜂起の後に成立した、ハイランド・ドレスの着用禁止法）の廃止法案を提出、可決に成功した。
1783年2月にシェルバーン伯爵内閣のアメリカ独立戦争予備講和条約に賛成票を投じ、11月にチャールズ・ジェームズ・フォックスの東インド法案の批判演説をした。直後に第1次小ピット内閣が成立すると、12月に下級大蔵卿（Lord of Treasury）に任命された。1784年イギリス総選挙でグレート・ベッドウィン選挙区に鞍替えして、初代アイルズベリー伯爵トマス・ブルーデネル＝ブルースの支持を受けて再選した。
再選の後はスコットランド政策の有力な論客としての名声が高じ、1785年にスコットランドの蒸留酒製造業者への救済法案を支持したが、1788年には首相小ピットに同調し、救済法案がイングランドの蒸留酒製造業者に不公平であるとしてその改正に賛成した。1789年5月にウォーレン・ヘースティングズの弾劾裁判を主導するエドマンド・バークの発言が問題になったときにバークを擁護するチャールズ・ジェームズ・フォックスと敵対、同年6月の議長選挙ではヘンリー・アディントンを推薦して再びフォックスと敵対した。1789年4月8日に下級大蔵卿を退任したものの、これらの与党への貢献により、1789年8月6日に陸軍支払長官（第2代マルグレイヴ男爵との共同就任）に任命され、8日に商務庁副長官に任命され、同8日に枢密顧問官にも任命された。
1790年7月3日から1793年3月14日までハンティンドンシャー統監を務めた。

### 爵位継承以降
1790年6月の総選挙でグレート・ベッドウィン選挙区から再選したが、議会が開会する前の同年9月23日に父が死去すると、モントローズ公爵位を継承した。これにより庶民院議員を退任することになった。
以降は廷臣、高位なスコットランド貴族、あまり重要でない役職の閣僚といった地位で活躍した。1790年10月に商務庁副長官を退任した後、12月7日に主馬頭に就任し、1791年2月に陸軍支払長官を退任した。1791年5月16日から1803年10月22日までインド庁委員（Commissioner  of the Board of Control）を務め、1793年6月14日にシッスル勲章を授与され、1795年に主馬頭を退任した。1795年1月14日から1836年に死去するまでスコットランド民事控訴院長官を務めた。第2次小ピット内閣では1804年6月7日から1806年2月まで商務庁長官を務め、1804年7月から1806年2月までは郵政長官も兼任した。小ピットの死に伴い初代グレンヴィル男爵ウィリアム・グレンヴィルを首班とする挙国人材内閣が発足すると、モントローズ公爵は内閣とそりが合わず閣僚から外れた。以降は宮廷職に近い官職しか務めなくなり、第2次ポートランド公爵内閣では1807年4月4日に主馬頭に任命された。1812年3月26日/31日にガーター勲章を授与され、これに伴いシッスル騎士団から退団した。1821年12月に主馬頭から宮内長官に転じ、1827年5月まで務めた。ウェリントン公爵＝ピール内閣では1828年2月18日から1830年7月15日まで宮内長官を務めた。
1836年12月30日にグローヴナー・スクエアの自宅で死去、アバリーヴェンのモントローズ伯爵納骨所に埋葬された。長男ウィリアムが夭折したため、次男ジェームズが爵位を継承した。ジェームズは翌1837年には父の後任としてグラスゴー大学総長に就任した。一方、スコットランド民事控訴院長官は主席判事が兼任するようになった。

## 評価
『英国議会史』と『オックスフォード英国人名事典』によれば、1784年以降はスコットランド政策への有力な論客としての名声を得た。1790年に爵位継承により庶民院を離れたが、『英国議会史』はこの出来事について「小ピットが庶民院における有力な論客を1人失った」（Pitt thereby lost the services of an effective debater in the lower House）と評した。『英国人名事典』、『英国議会史』、『オックスフォード英国人名事典』、『スコッツ貴族名鑑』など多くの文献で1746年服装法の廃止の立役者であると評されている。
選挙においてはモントローズ公爵家の影響力を復活させることに成功した。

## 家族
1785年3月3日、ジェマイマ・エリザベス・アシュバーナム（Jemima Elizabeth Ashburnham、1762年1月1日 – 1786年9月18日、第2代アシュバーナム伯爵ジョン・アシュバーナムの娘）と結婚、1男をもうけたが、息子の出生から2週間後に産褥死した。
- ウィリアム（1786年9月4日 – 1787年4月23日） - 夭折[3]

1790年7月24日、キャロライン・マリア・モンタギュー（1770年8月10日 – 1847年3月24日、第4代マンチェスター公爵ジョージ・モンタギューの娘）と結婚、2男5女をもうけた。
- ジョージアナ・シャーロット（英語版）（1791年6月3日 – 1835年2月13日） - 1814年7月26日、第10代ウィンチルシー伯爵ジョージ・フィンチ＝ハットン（英語版）と結婚、子供あり[13]
- キャロライン（1792年9月30日 – 1857年3月24日） - 生涯未婚[13]
- ルーシー（英語版）（1793年9月25日 – 1875年9月16日） - 1818年2月9日、第2代ポウィス伯爵エドワード・ハーバート（英語版）と結婚、子供あり[13]
- ジェームズ（英語版）（1799年7月16日 – 1874年12月30日） - 第4代モントローズ公爵[3]
- マーサ（Martha、1802年1月26日 – ?） - 早世[13]
- エミリー（1805年1月23日 – 1900年1月1日） - エドワード・トマス・フォーリー（Edward Thomas Foley、1847年没）と結婚、子供なし[13]
- モンタギュー・ウィリアム（1807年2月2日 – 1878年6月21日） - 1867年2月14日、ハリエット・アン・ダッシュウッド（Harriet Anne Dashwood、1884年4月18日没、ジョージ・アストリー・チャールズ・ダッシュウッドの未亡人）と結婚、子供なし[13]